# Iridin
Iridin ist ein Glucosid des Irigenins.

## Vorkommen

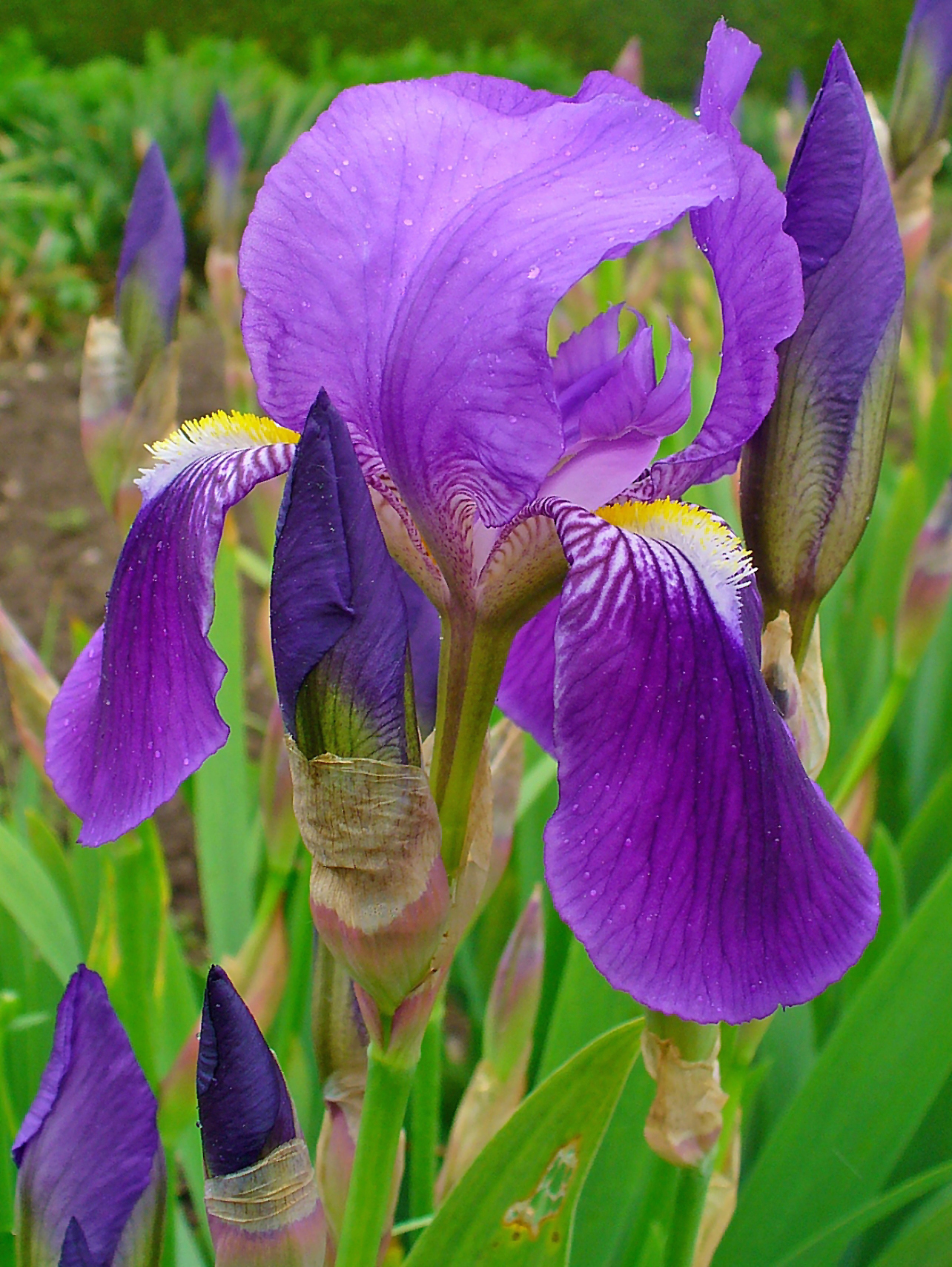
Iris-Blüte (Iris germanica)

Iridin und sein Aglycon Irigenin zählen zu den Isoflavonen und kommen gemeinsam in den Wurzeln von Iris-Arten (Iris florentina, Iris germanica, Iris pallida) und in Belamcanda chinensis vor.

## Chemie und Eigenschaften

Struktur des Aglycons Irigenin

Iridin bildet feine, weiße, bei 208 °C schmelzende Nadeln, die sich gut in Wasser und Ethanol lösen. Es ist chemisch ein Glycosid mit dem Isoflavon-Derivat Irigenin als Aglycon, an welches Glucose O-glycosidisch gebunden ist. Der Name Iridin darf nicht mit der Naturstoffgruppe der Iridoide verwechselt werden, da deren Biosynthese anders verläuft.

## Weitere Bezeichnungen
Als Iridin wird auch ein Weichharz aus dem alkoholischen Auszug von Iris versicolor sowie ein Protamin aus dem Sperma der Regenbogenforelle bezeichnet.